# ヴァッレフィオリータ
ヴァッレフィオリータ（イタリア語: Vallefiorita）は、イタリア共和国カラブリア州カタンザーロ県にある、人口約1,700人の基礎自治体（コムーネ）。

## 地理

### 位置・広がり

#### 隣接コムーネ
隣接するコムーネは以下の通り。
- アマーロニ
- チェナーディ
- チェントラケ
- コルターレ
- ジリファルコ
- オリヴァーディ
- パレルミーティ
- スクイッラーチェ

## 行政

### 分離集落
ヴァッレフィオリータには、以下の分離集落（フラツィオーネ）がある。
- Piazza Vecchia, Guarna, Parmenta, Strada Nuova, Capo Cannale, Sarvo, Vadà, Soverito, Cialona, Jannetta, Azzaro, Fontana di Vena, Cierzi, Ruga de Sieggi, Redavozza, Rina, Gracìa, Orto del Signore, Strafhariu, Chiusiedi, Pezza e Lana, Bardascinu, Carvana, Raddissa